# 欧洲E4公路
欧洲E4公路（E4）是欧洲国际公路之一，经过芬兰和瑞典。欧洲E4公路起点是芬兰北部的托尔尼奥，在芬兰境内长度仅有800米（0.5英里）。之后进入瑞典北部的哈帕兰达，沿着波的尼亚湾西岸到达瑞典东海岸的耶夫勒，然后横贯瑞典，终点为西海岸的赫尔辛堡，在瑞典境内全长1590公里，是瑞典第二长公路，仅次于欧洲E45公路。

## 线路
欧洲E4公路穿过以下主要城市：
- 芬兰：托尔尼奥
- 瑞典：哈帕兰达 — 吕勒奥 — 谢莱夫特奥 — 于默奥 — 恩舍尔兹维克 — 海讷桑德 — 松兹瓦尔 — 胡迪克斯瓦尔 — 瑟德港 — 耶夫勒 — 乌普萨拉 — 迈什塔 — 斯德哥尔摩 — 尼雪平 — 北雪平 — 林雪平 — 延雪平 — 永比 — 赫尔辛堡

## 相关公路
欧洲E4公路和以下公路有部分路段重合：
- 欧洲E10公路 — 特勒和吕勒奥之间
- 欧洲E20公路 — 斯德哥尔摩和南泰利耶之间
- 欧洲E6公路 和 欧洲E20公路 — 赫尔辛堡城外

欧洲E4公路和以下公路交叉：
- 欧洲E8公路 — 在托尔尼奥交叉
- 欧洲E12公路 — 在于默奥交叉
- 欧洲E14公路 — 在松兹瓦尔交叉
- 欧洲E18公路 — 在斯德哥尔摩北交叉

## 沿途风景

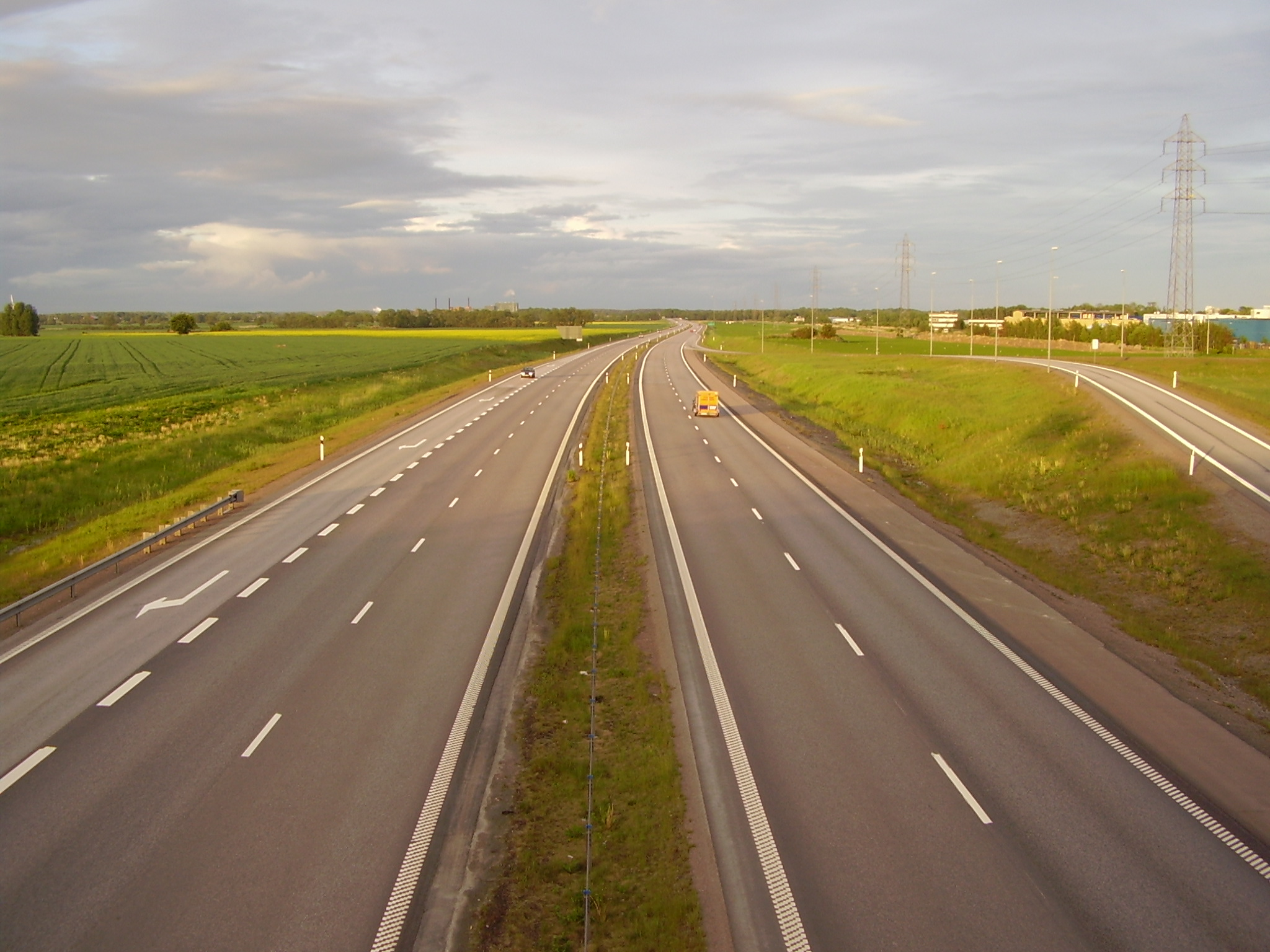
欧洲E4公路瑞典林雪平路段
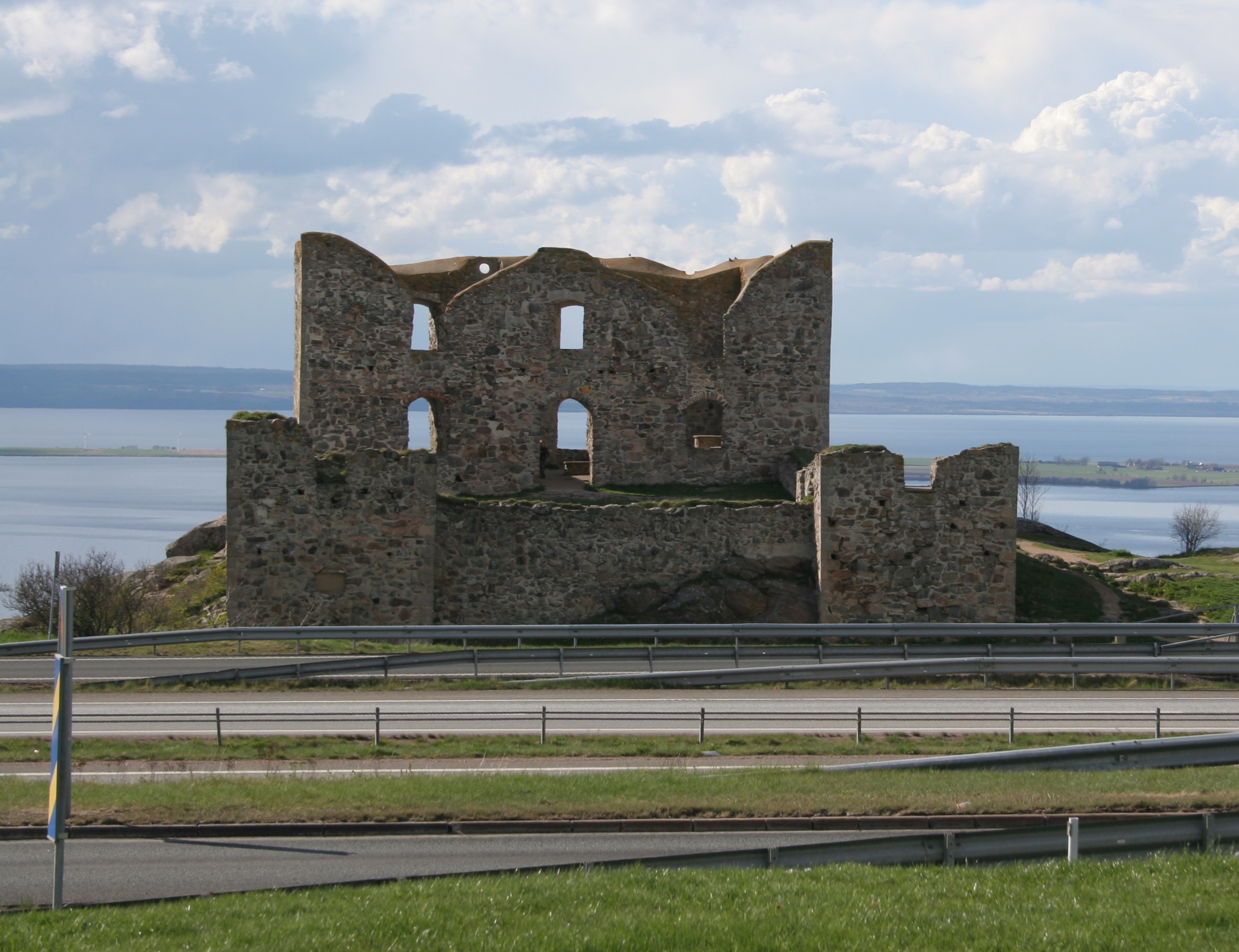
欧洲E4公路经过韦特恩湖畔
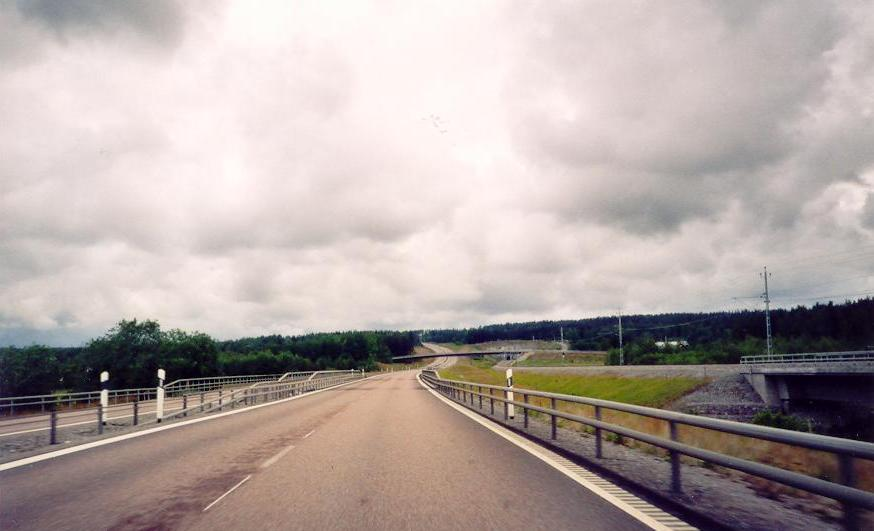
欧洲E4公路瑞典瑟德港路段
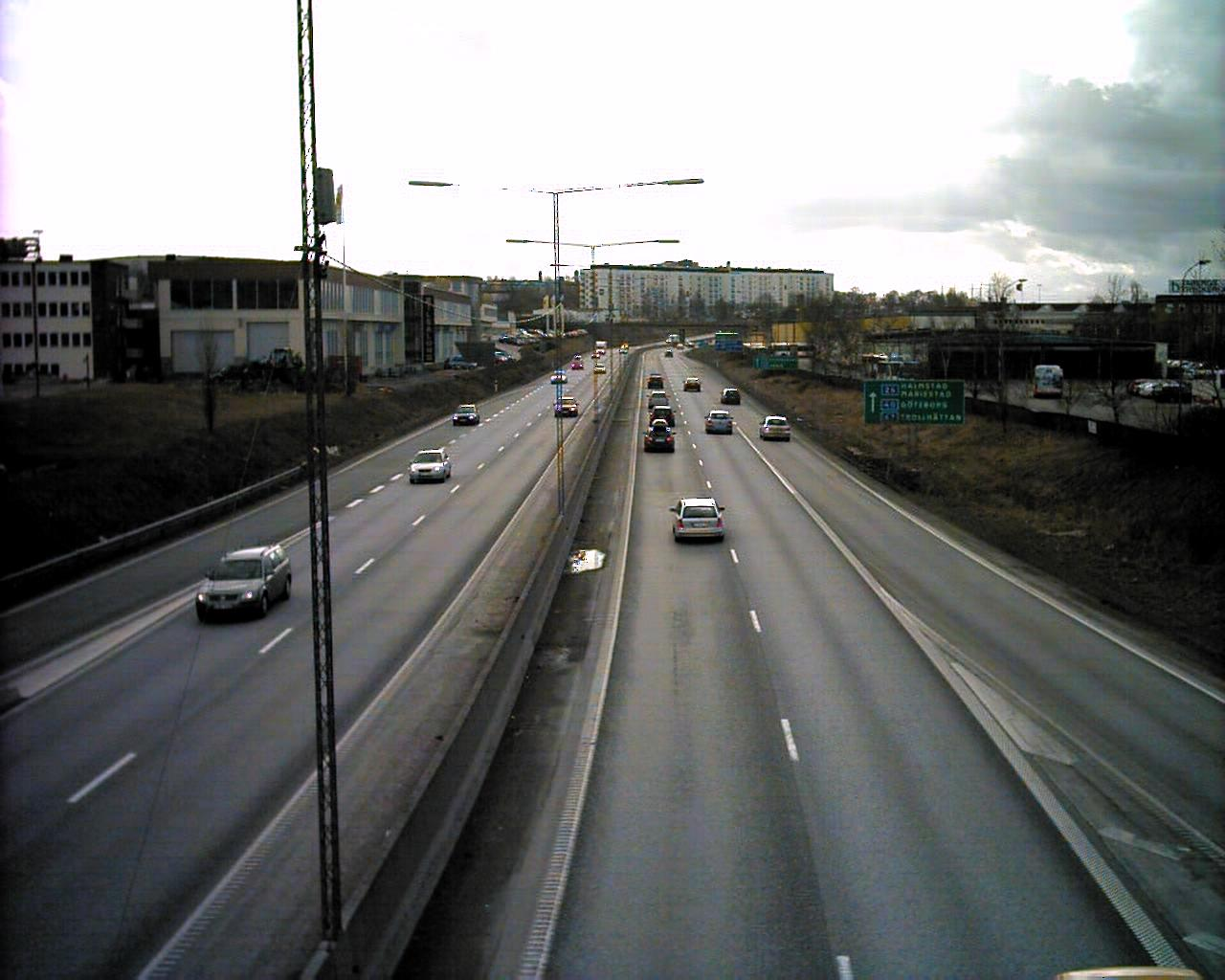
欧洲E4公路瑞典延雪平路段